# Rebutia albopectinata
Rebutia albopectinata là một loài thực vật có hoa trong họ Cactaceae. Loài này được Rausch miêu tả khoa học đầu tiên năm 1972.

## Hình ảnh

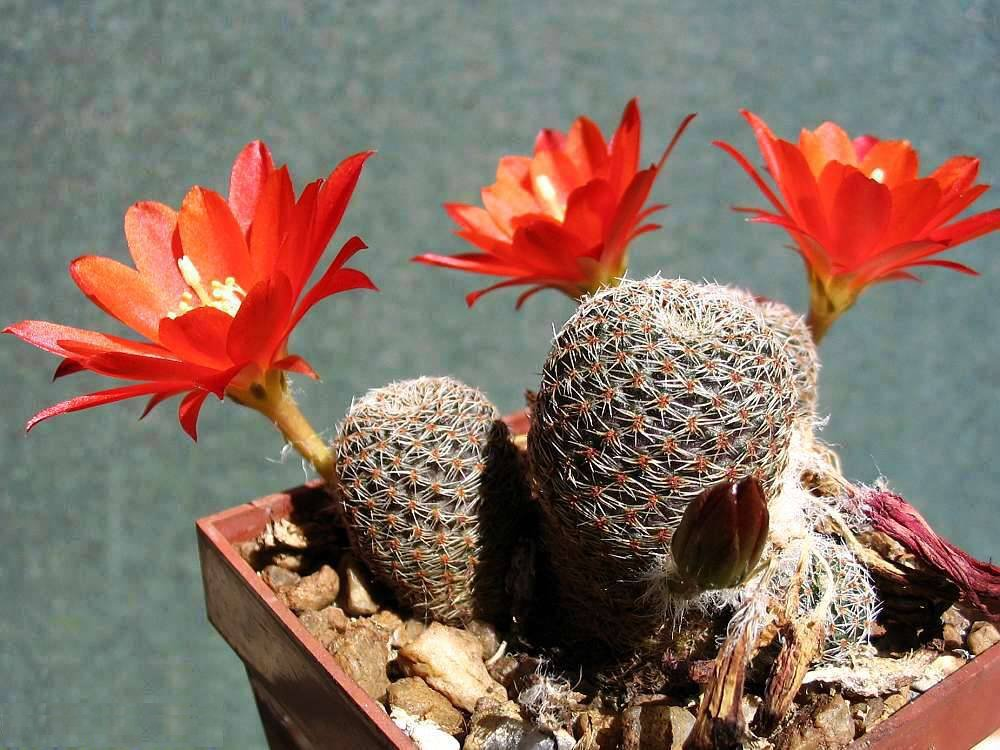
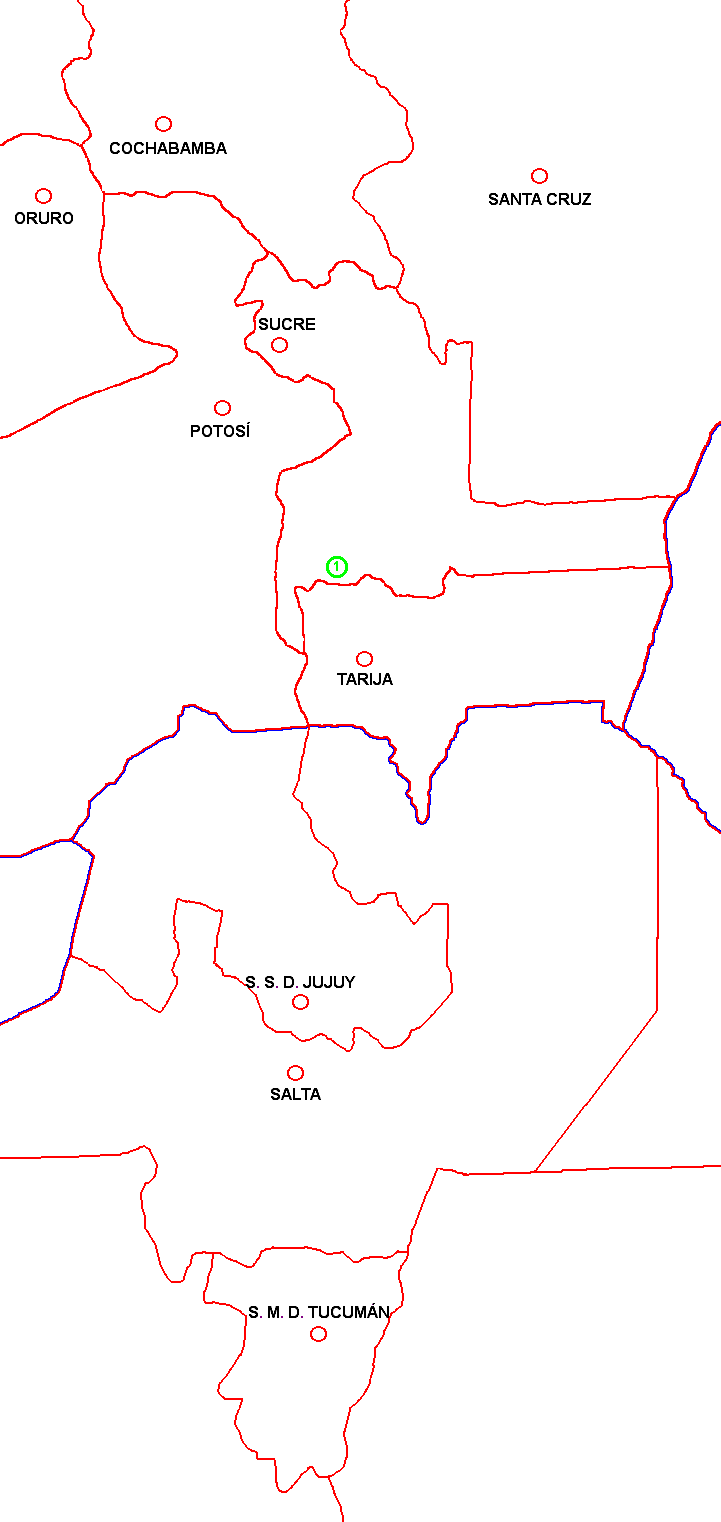
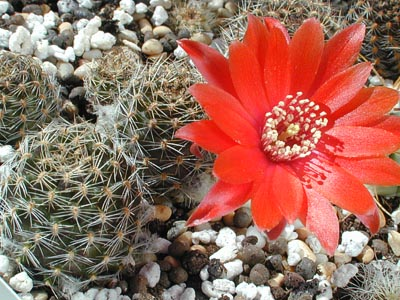